# Даярское сражение
Дая́рское сражение — одно из сражений начального периода Русско-турецкой войны (1877—1878) на азиатском театре военных действий.

## Ход сражения
После поражения турецких войск при Драмдаге, у турок появилась необходимость переброски войск на правый фланг основных сил Ахмед Мухтар-паши. Также, 9 (21) июня 1877 года, в село Даяр был направлен Эриванский отряд (командующий генерал-лейтенант Арзас Тергукасов), который занял высоты вокруг Даярского ущелья длиной в 7 км.
Турки предприняли демонстративные атаки на левый фланг русских (командующий полковник Слюсаренко) и на центр (командующий генерал-майор Адольф Шак). Но основной удар пришёлся на правое крыло (командующий генерал-майор Броневский). Позиции на левом фланге русских несколько раз переходили то одной стороне, то другой. На правом фланге туркам первоначально удалось вынудить к отступлению русские войска, однако успешная контратака частей центра русских, создала условия для перехода в наступление армии по всему фронту. Турки начали спешное отступление.

## Итоги сражения
Сражение завершилось победой русских войск. Потери России составили 455 убитых и раненых. Османская империя потеряла 2388 убитыми и ранеными.